# 日本の石油・天然ガス資源
日本の石油・天然ガス資源（にほんのせきゆ・てんねんガスしげん）では、日本の石油と天然ガス資源について解説する。

## 概要
日本国内に油田やガス田は存在するが、大規模なガス田は南関東ガス田のみ、油田は小規模なもののみであり、生産量は多くない。2000年代においては、秋田県や新潟県を中心に生産が行なわれているが、国内消費量の1%未満であり、消費量のほとんどは中東などから輸入されている。オイルショックの教訓により、石油備蓄が開始され、各地に備蓄基地が建設・稼動している。

## 歴史
『日本書紀』には、天智天皇7年（668年）7月、越後国より天智天皇に「燃ゆる水（燃水）」が献上されたという記述がある。今日の新潟県胎内市より産したものであるとされる。自然にわき出た原油は「くそうず（臭水、草水）」などと呼ばれた。なお、現在も新潟市秋葉区や新潟県阿賀野市を始め各地に地名として残っている。江戸時代後期、越後国魚沼郡塩沢（現在の南魚沼市）の商人で随筆家でもあった鈴木牧之が著した『北越雪譜』には、地中から漏れる天然ガスが雪中で燃える現象や、天然ガスを屋内に引き込んで照明や炊事に用いる事例が紹介されている。だが国内油田や天然ガスの本格的な利用は明治時代以降のことである。
20世紀に入り、石油の消費量が増大すると、その確保が問題となった。アメリカ合衆国が主要輸入元であり、そこからの石油禁輸（ABCD包囲網）は太平洋戦争開戦の一因となり、オランダ領東インドにある油田の確保が企図されることとなった。
大戦後は、さらに石油消費量が増大し、中東が主な輸入元となっている。原油の輸入量は国内消費量全体の99.7%、2億5,460万キロリットルである。輸入相手国は上位よりサウジアラビア、アラブ首長国連邦、イラン、カタール、クウェートなど中東地域からが全体の87%を占めている（2006年度）。天然ガスについてはインドネシアが輸入元の第1位であり、次いでオーストラリアとなっている。
中東系の石油が安定して手に入るようになった1960年代後半以降、国内での石油資源開発は縮小傾向にあり、零細の油田は縮小・廃坑とされた。特に、上記の自由化措置によって、不採算油田の廃坑が相次ぐようになり、特に秋田県の零細油田はほぼ壊滅状態となった（この時、年間産出量は25万キロリットル前後）。2004年以降の石油価格急騰を受け、国内においても、小規模でも安定した産出量をもつ油田を再度調査・拡張する動きがあり2000年代後半は毎年90万キロリットル台の増加が見られたが2008年をピークに減少し2016年は約55万キロリットルであった。
国際情勢の影響を抑えるために、日本の石油開発会社及び商社などが海外で権益を取得し開発する「自主開発油田」（ここより産出する原油は「自主開発原油」）の開発が急がれている。原油総輸入量に占める自主開発原油の比率は1990年代後半にかけて増加し15%程度に達していたが、2000年代に入って10-11%程度に低下し2007年まで開示された。2008年からは石油・天然ガスの合算値となり2019年は34.7%となっている日本の油田は、秋田県から新潟県にかけての日本海側に集中している。現在では新潟県・秋田県の日本海沿岸、および北海道（勇払平野）などで原油が採掘されている。青森県にも原油湧出地区がある。

### ガス田
勇払油田・ガス田、磐城沖ガス田、茂原ガス田（南関東ガス田の一部）などが太平洋側に存在する。
南関東ガス田は日本最大の天然ガス埋蔵量を誇る。茂原ガス田は水溶性ガス田であり、地下水中から採集している。しかしながら、環境規制もあり現在採掘は盛んではない。
日本海側のガス田についてはパイプラインにより首都圏に提供されている。

## 生産量
| 順位 | 油田名                   | 道県名 | 生産量（万KL） |
| ---- | ------------------------ | ------ | -------------- |
| 1    | 南長岡（みなみながおか） | 新潟県 | 15             |
| 2    | 岩船沖（いわふねおき）   | 新潟県 | 9,9            |
| 3    | 勇払（ゆうふつ）         | 北海道 | 8,1            |

石油生産量は、ここ数年で最多だった2007年で97万9,000キロリットル、最新の2020年で51万2000KLであり、国内消費量全体に占める比率は0.4%に過ぎない。
| 順位 | 油田名                   | 県名   | 生産量（億㎥） |
| ---- | ------------------------ | ------ | -------------- |
| 1    | 南長岡（みなみながおか） | 新潟県 | 11,2           |
| 2    | 南関東（みなみかんとう)  | 千葉県 | 4,3            |
| 3    | 片貝（かたかい)          | 新潟県 | 3,5            |

## 日本の主な油田の一覧
| 名称           | 位置・国名 | 発見   | 生産開始 | 生産ピーク | 可採埋蔵量（10億バレル） | 生産量（100万バレル/日） | 備考                                                           |
| -------------- | ---------- | ------ | -------- | ---------- | ------------------------ | ------------------------ | -------------------------------------------------------------- |
| 茨戸油田       | 日本北海道 | 1956年 | 1958年   |            |                          |                          | 1971年生産終了。                                               |
| 釧路油田       | 日本北海道 |        | 調査中   |            |                          |                          | （JX石油開発）                                                 |
| 勇払油ガス田   | 日本北海道 |        | 1994年   |            |                          |                          |                                                                |
| 鮎川油ガス田   | 日本秋田県 | 1989年 | 1995年   |            |                          |                          |                                                                |
| 由利原油ガス田 | 日本秋田県 | 1976年 | 1984年   |            |                          |                          |                                                                |
| 申川油田       | 日本秋田県 |        | 1958年   |            |                          |                          |                                                                |
| 院内油田       | 日本秋田県 | 1878年 | 1923年   |            |                          |                          | 1995年生産終了。跡地の一部は近代化産業遺産に指定               |
| 八橋油田       | 日本秋田県 |        |          |            |                          |                          | 1955年ごろ25万kl/年。累計561万kl。稼働中。                     |
| 鳥海山油田     | 日本山形県 | 1934年 |          |            |                          |                          | [ 10 ]                                                         |
| 石名坂油田     | 日本山形県 | 1944年 |          |            |                          |                          | [ 10 ]                                                         |
| 楢橋油田       | 日本山形県 | 1947年 |          |            |                          |                          | [ 10 ]                                                         |
| 吹浦油田       | 日本山形県 | 1958年 |          |            |                          |                          | [ 10 ]                                                         |
| 砂越油田       | 日本山形県 | 1958年 |          |            |                          |                          | [ 10 ]                                                         |
| 新堀油田       | 日本山形県 | 1960年 |          |            |                          |                          | [ 10 ]                                                         |
| 余目油田       | 日本山形県 | 1960年 | 1960年   |            |                          |                          | [ 10 ]                                                         |
| 尼瀬油田       | 日本新潟県 |        | 1891年   |            |                          |                          | 生産終了。                                                     |
| 大面油田       | 日本新潟県 |        | 1916年   |            |                          |                          | 1963年生産終了。                                               |
| 東山油田       | 日本新潟県 | 1887年 | 1888年   |            |                          |                          | 1997年生産終了。                                               |
| 新津油田       | 日本新潟県 |        | 1874年   | 1917年     |                          |                          | 1996年生産終了。                                               |
| 岩船沖油田     | 日本新潟県 | 1983年 | 1990年   |            |                          |                          |                                                                |
| 東新潟油ガス田 | 日本新潟県 |        | 1959年   |            |                          |                          |                                                                |
| 阿賀沖油ガス田 | 日本新潟県 | 1972年 | 1976年   |            |                          |                          | 1998年生産終了。                                               |
| 田麦山油田     | 日本新潟県 | 1957年 | 1958年   | 1962年     |                          | 0.00028                  | 生産終了。年産16,000kl。                                       |
| 南桑山油田     | 日本新潟県 |        |          |            |                          |                          | 2004年から試験生産。2015年までに16万kl。2015年に新規油層発見。 |
| 浅川油田       | 日本長野県 |        |          |            |                          |                          | 1973年生産終了。                                               |
| 相良油田       | 日本静岡県 | 1873年 | 1874年   | 1884年     |                          |                          | 生産終了。                                                     |

## 日本の主なガス田
- 豊富ガス田
- 勇払ガス田
- 長万部ガス田
- 磐城沖ガス田
- 南関東ガス田（茂原ガス田・船橋ガス田・東京ガス田など）
- 阿賀沖油ガス田
- 岩船沖油ガス田
- 片貝ガス田
- 東新潟油ガス田
- 東柏崎ガス田
- 紫雲寺ガス田
- 南長岡ガス田
- 焼津ガス田